# Cant d'albades

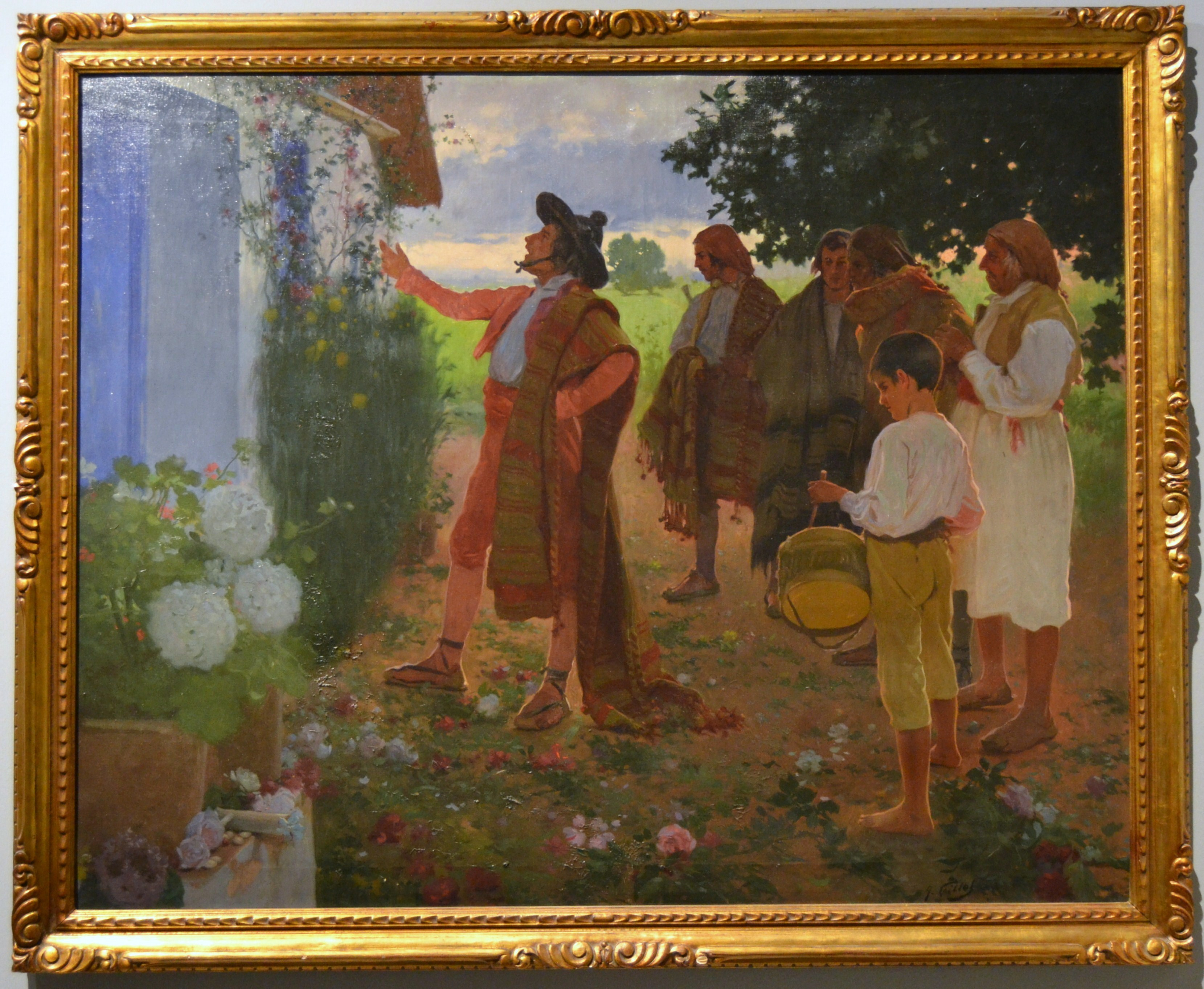
Les albaes, quadre d'Antoni Fillol Granell

El cant d'albades (col·loquialment, albaes) és una variant del cant popular valencià, habitual a les festes de les poblacions rurals valencianes. Es troba especialment viu actualment a les festes de la majoria de pobles de la Costera, encara que tradicionalment es troba present en gran part de les comarques valencianes, com Peníscola o Benicarló (Baix Maestrat) o la nit de Nadal a l'Alcora (l'Alcalatén).

## Història
El cant d'albades prové de pràctiques musicals urbanes de carrer ja documentades en el segle xiv, en les quals es dedicaven cançons a personatges destacats. És un ball que es realitzava en molts pobles de la Costera per vetlar el cadàver d'un albat, que era un xiquet de menys de quatre anys, amb la creença que si li feien una festa aniria al cel. En uns temps caracteritzats per la fam i la natalitat descontrolada, quan es moria un xiquet es deia «Angelets al cel, mares descansades», ja que en una mateixa casa podien viure 8 o 9 fills i no es podia fer front a totes les seues necessitats. Donat que aquestes vetlles no venien bé a l'Església, van ser prohibides.
El Puig de Santa Maria, poble de l'Horta Nord, té una tradició d'albades de les més antigues que es coneixen. És aquest poble bressol de famosos cantaors com Josep Bahilo o Emilio Luis, El Puig de Santa Maria té una de les colles d'albades més rellevants de l'actualitat: «Cant valencià del Puig de Santa Maria».

## Característiques
Les albades consisteixen en un cant mètric —de fórmula amalgamada— d'origen urbà, i acompanyat per tabalet i dolçaina/xaramita, la varietat més comuna del qual —estesa des de la Plana fins a l'Horta de Gandia— s'interpreta per dos cantadors que s'alternen començant i acabant la cobla, o en les altres dues varietats meridionals és cantat per una sola persona.
El cant d'albades es caracteritza per tenir una temàtica satírica i humorística. Consta d'una part instrumental que consisteix en una tocata de dolçaina i tabalet, la melodia de la qual es repeteix sempre amb major o menors variacions dels músics, i d'una part cantada a cappella pel cantaor, que fa variacions sobre una melodia base, que també es repeteix. Als músics (un dolçainer i un tabaleter com a mínim) i al cantaor, els sol acompanyar sovint el versaor, que és aquell qui inventa els versets que interpreta el cantaor.
Les albades i el cant d'estil tenen nombrosos elements comuns, com l'expressivitat vocal virtuosística, l'ús de melismes, l'afinació temperada i la funcionalitat de rondar —oferir la música com a obsequi. Les principals diferències són que les albades requereixen una tessitura de les veus més exigent i un suport instrumental molt reduït de dolçaina i tabal únicament.

## Etimologia
El motiu que siga anomenat cant d'albaes es troba en el fet que sovint se sol interpretar a l'alba, aproximadament a les tres de la matinada, ja que les lletres solen ser crítiques vers els polítics, figures institucionals o rellevants de la població. Els versaors i els cantaors aprofiten les avançades hores de la nit i de la festa, per a poder realitzar una crítica, en major o menor grau de severitat.